# Robert Morris (sindaco)
Robert Hunter Morris (New York, 15 febbraio 1808 – New York, 24 ottobre 1855) è stato un politico e avvocato statunitense, 64° sindaco di New York.